# Becky Lynch
Rebecca Quin (n. 30 ianuarie 1987, Limerick, Munster⁠(d), Irlanda) este o luptătoare de wrestling profesionistă irlandeză care în prezent lucrează în brand-ul RAW⁠(d) sub numele de Becky Lynch.
A început să se antreneze în calitate de luptătoare profesionistă în iunie 2002. Inițial a lucrat în Irlanda și, ocazional, a făcut echipă cu fratele ei, sub numele Rebecca Knox, și-a extins curând cariera în restul Europei și America de Nord în circuitul independent, pentru mai multe promoții. În special, a concurat în campionatul Elite Canadian Wrestling⁠(d) și a devenit campioana inaugurală SuperGirls⁠(d) în iunie 2005.
În septembrie 2006, Quin a suferit o rănire severă a capului în timpul unei lupte în Germania, care a ținut-o departe de ringuri timp de mai mulți ani. Sa întors la sfârșitul anului 2012 și a semnat un contract cu World Wrestling Entertainment (WWE) în 2013, apărând pe teritoriul de dezvoltare, NXT. După sosirea ei în elencul principal din WWE în iulie 2015, a devenit campioana inaugurală din SmackDown la Backlash 2016 și de atunci (până în mai 2020) a câștigat titlul de trei ori.
Vara anului 2018 a fost vitală pentru Lynch, deoarece trecerea sa la un personaj mai agresiv a început la SummerSlam (2018), când a atacat-o pe Charlotte Flair după confruntarea cu Carmella. Lynch a văzut o creștere uriașă în popularitate și sprijin din partea fanilor. În ianuarie 2019, a câștigat meciul Royal Rumble. La 7 aprilie, în WrestleMania 35, pentru prima dată când femeile au fost ,,cap de afiș" la un eveniment WrestleMania, Lynch a câștigat Raw Women's Champion și  SmackDown Women's Champion într-un Winner Takes All împotriva lui Ronda Rousey și Charlotte Flair, devenind campioană dublă și singura femeie care a deținut ambele titluri simultan. Ea este cea mai longevivă Raw Women's Champion, deținând titlul pentru 398 de zile. 
În august 2019, Becky s-a logodit cu wrestler-ul profesionist Seth Rollins. 
În prezent, Becky este momentan retrasă din wrestling, datorită faptului că este însărcinată.

## Campionate și realizări
- WWE
  - Women's Royal Rumble (2019)[1]
  - WWE Raw Women's Championship (1 dată)
  - WWE SmackDown Women's Championship (2 ori)[2]
  - WWE Year-End Award (2 ori)
    - Superstarul feminin al anului (2018)[3]
    - Lupta anului (2018) vs. Charlotte Flair la Evolution[3]